# Ahmad ibn Jahja
Ahmad ibn Jahja (ur. 18 czerwca 1891 w Alohnom, zm. 18 września 1962 w Ta'izz) – król Królestwa Jemenu i imam zajdytów (1948–1962). 

## Życiorys
Był najstarszym synem Jahji Muhammada Hamid ud-Dina i jego pierwszej żony  Fatimy al-Waszali. Otrzymał domową edukację.
W 1918 został gubernatorem Ta’izz, a w 1927 następcą tronu z tytułem Wali Ahad. Przejął władzę po zabójstwie ojca przez buntowników i obaleniu uzurpatora Sajjida Abdullaha al-Wazira. 
Utrzymywał bliskie stosunki z „blokiem wschodnim” oraz na krótko włączył kraj do unii z Egiptem i Syrią. W 1961 przeżył zamach, po którym kula rewolwerowa utkwiła mu w plecach. Rana wymagała operacji. Po jego śmierci władzę na kilka dni przejął jego syn Muhammad al-Badr.